# José Joaquín Valdés Valdés
José Joaquín Valdés Valdés, abogado y político conservador chileno. Nació en Valparaíso, en 1815. Falleció en Santiago, en 1894. Hijo de José Agustín Valdés Saravia y doña Tránsito Valdés Hurtado de Mendoza. Contrajo matrimonio con Arsenia Pérez Caldera.
Estudió Leyes en el Instituto Nacional y juró como abogado el 16 de mayo de 1839. Desde joven ingresó al Partido Conservador.
Elegido Diputado suplente en 1867, pero no llegó a incorporarse a la Cámara de Diputados.
Elegido Senador propietario (1876-1882), representando a la provincia de Cachapoal. Integró en la oportunidad la comisión permanente Negocios Eclesiásticos, y la de Culto y Colonización.